# Кунејтра (покрајина)
Кунејтра (арап. مُحافظة القنيطرة‎‎‎ - Muḥāfaẓat al-Qunayṭrah) је спорна покрајина на југу Сирије. Покрајину је окупирао Израел 1973. године послије Јомкипурског рата, а анектирао 1981. године. Покрајина се на западу граничи са Израелом, на југу са Јорданом, на истоку са подрајином Дара, а на сјеверу са покрајином Дамаск и Либаном. Административно сједиште покрајине је град Кунејтра.

## Окрузи покрајине
Окрузи носе имена по својим својим административним сједиштима, а покрајина Кунејтра их има 2 и то су:
- Фик
- Кунејтра